# 賴俊麟
賴俊麟，是臺灣企業家。曾任聯華電子公司副總經理、聯景光電董事長等，現為寬心自在心理諮商所的董事長、苗栗縣寬心自在協會的理事長、逢甲大學化工系的兼任教授。
1986年從逢甲大學化學工程學系畢業。2008年，自聯電中央生產企劃處處長升任為中央製造及整合部副總經理。2011年，聯景光電高層爆發回扣疑雲，董事長洪嘉聰閃電請辭，而由時任聯電副總經理的賴俊麟接任董事長一職，並將全部的高階主管全面解任，改由董事長兼任總經理的職務。

## 外部連結
- 寬心自在心理諮商所
- 賴俊麟在Facebook的頁面